# Metridia macrura
Metridia macrura är en kräftdjursart som beskrevs av Georg Ossian Sars 1905. Metridia macrura ingår i släktet Metridia och familjen Metridinidae. Inga underarter finns listade i Catalogue of Life.